# Riverview (Missouri)
Riverview è un villaggio degli Stati Uniti d'America, situato nello Stato del Missouri, nella contea di St. Louis.